# Hiroshi Moriyasu
Hiroshi Moriyasu (森保 洋 Moriyasu Hiroshi?,  nacido el 29 de enero de 1972 en Nagasaki) es un exfutbolista japonés. Jugaba de defensa y su último club fue el Sagan Tosu de Japón.

## Trayectoria

### Clubes
| Club                 | País  | Año         |
| -------------------- | ----- | ----------- |
| Mazda Auto Hiroshima | Japón | 1990 - 1992 |
| Seino Transportation | Japón | 1992 - 1993 |
| Sagan Tosu           | Japón | 1994 - 2000 |